# Hideshi Hino

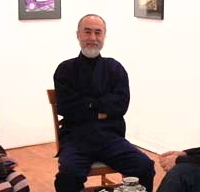
Hideshi Hino 2006

Hideshi Hino (japanisch 日野 日出志 Hino Hideshi; * 19. April 1946 in Qiqihar) ist ein japanischer Manga-Zeichner, der sich auf Horror spezialisiert hat. Auch als Drehbuchautor und Regisseur ist er ein Vertreter des Horrorgenres.

## Biografie
Er wurde in der Mandschurei, die damals zur japanischen Kolonie in China gehörte, geboren. Nach dem Rückzug der Japaner aus China beim zweiten chinesisch-japanischen Krieg überwachte sein Vater als Angestellter der mandschurischen Eisenbahngesellschaft die Flucht der Japaner. Die Familie flüchtete kurz nach seiner Geburt ebenfalls aus China. Bei der Überfahrt kam Hino fast ums Leben. Der Vater wurde Handwerker im ländlichen Itabashi, fertigte Gegenstände aus Kupfer und Zinn.
Als Jugendlicher war er fasziniert von der Edo-Zeit. Hino wollte von da an Regisseur werden und Filme über diese Zeit drehen. Jidai-geki-Filme, besonders Musaki Kobayashis Seppuku, haben diesen Wunsch noch verstärkt.
Beeinflusst von Shigeru Sugiuras Manga Sasuke Sarutobi und Chibimaru Doron sowie von Yoshiharu Tsuge und Sanpei Shirato, aber auch von Schriftstellern (Fjodor Dostojewski, Lew Tolstoi, Ray Bradbury, Ryunosuke Akutagawa) sowie vom Film Frankenstein aus dem Jahr 1931, begann Hino, Mangas zu zeichnen. Seinen ersten Comic publizierte er 1967, mit 21 Jahren, mit der Kurzgeschichte Tsumetai ase (つめたい汗) in Osamu Tezukas Manga-Magazin COM, das als Plattform für junge Künstler und für experimentelle Manga dienen sollte. Dieses Erstlingswerk handelte von einem Teehaus in der Edo-Zeit. Es folgte 1968 der Kurzcomic Doro Ningyō (どろ人形) für das avantgardistische Garo-Magazin um eine von Umweltverschmutzung gezeichnete Welt, in der Kinder ausschließlich mit Missbildungen geboren werden.
Im kommerziellen Mainstream veröffentlichte er seine Werke ab 1970, als sein Comic Zoroku no Kibyō (蔵六の奇病) über einen Mann mit einer schweren Krankheit, die nach und nach seinen Körper zerstört, im Magazin Shōnen Gahō herauskam. Mehrere Manga-Serien schuf er beispielsweise für Shōnen Sunday, eines der auflagenstärksten Manga-Magazine.
Ab Anfang der 1980er Jahre konzentrierte sich Hino, wie in seiner Anfangskarriere für Garo, wieder mehr auf Kurzgeschichten und weniger auf Serien, weil das Horror-Genre in den kommerziellen Shōnen-Magazinen an Bedeutung verlor.
Mitte der 1980er Jahre erschien sein Manga Jigokuhen (地獄変). Diese Erzählung um den „Maler, der die Hölle malt“ enthält autobiografische Details: sein Vater hatte ein Spinnen-Tattoo auf dem Rücken, sein Großvater war Yakuza und organisierte illegale Spiele. Nach der Veröffentlichung von Jigokuhen wollte Hino mit dem Comiczeichnen aufhören. Nachdem er drei Jahre an einer Krankheit gelitten hatte, nahm er das Zeichnen wieder auf und veröffentlichte den Manga Red Snake (赤い蛇, Akai hebi). Dieser spielt in einem Haus inmitten eines Waldes. Kein Weg führt hinaus, und ein mysteriöser Spiegel versperrt eine Hälfte des Hauses. Als der Spiegel Risse bekommt, wird etwas Böses freigesetzt.
Hino setzte zwei Realfilme als Regisseur um. Der erste erschien 1985 unter dem Titel Flowers of Flesh and Blood als zweiter Teil der Filmreihe Guinea Pig. Der Film, dessen Drehbuch ebenfalls von Hino stammt, handelt von einem Mann, der sich als Samurai verkleidet, eine Frau unter Drogen setzt und zerstückelt und sich dabei filmt. Der Film löste einen Skandal aus und wurde in Deutschland indiziert. 1988 folgte die zweite Regiearbeit, Mermaid in a Manhole.
Seine Comics wurden ins Englische, Deutsche, Französische und Spanische übersetzt.

## Stil
Hino zeigt häufig die Verwandlung eines Menschen in ein Monster. Gerne erzählt er eine Geschichte aus der Perspektive eines Kindes, wobei der unschuldige Blick auf die grausame Umwelt den Schrecken umso stärker erleben lässt. Blutbäder und Deformationen verstärken den dargestellten Horror.
Sein Zeichenstil ist durch große Augen geprägt, die zum Rand hin viele Adern zeigen, kleine Münder und gestörte Proportionen. Er zeichnet starke Schwarzweiß-Kontraste, setzt gerne Tupfer, Wischer und Tintentropfen ein.

## Werke

### Manga
- Hino Horror Nr. 1: The Red Snake (im Original 1983 erschienen, deutsche Übersetzung 2007 im Verlag Schreiber & Leser)
- Hino Horror Nr. 2: The Bug Boy (im Original 1975 erschienen, deutsche Übersetzung 2007 im Verlag Schreiber & Leser)
- Hino Horror Nr. 3: Black Cat (im Original 1980 erschienen, deutsche Übersetzung 2007 im Verlag Schreiber & Leser)
- Hino Horror Nr. 4: The Collection 1 (im Original 1996 erschienen, deutsche Übersetzung 2007 im Verlag Schreiber & Leser)
- Hideshi Hino Masterworks  (Sammelband, deutsche Übersetzung 2025 im Verlag Egmont Manga)

### Filme
- Guinea Pig 2: Flowers of Flesh and Blood (1985)
- Guinea Pig 4: Mermaid in a Manhole (1988)

## Auszeichnungen
Für Bug Boy (毒虫小僧 Dokumushi kozō) wurde Hino 2004 mit dem International Horror Guild Award ausgezeichnet. Jigokuhen war 2005 am Festival International de la Bande Dessinée d’Angoulême als „bestes Album“ nominiert.